# 잉글랜드 축구 국가대표 B팀
잉글랜드 축구 국가대표 B팀(영어: England national football B team)은 잉글랜드 축구 국가대표팀을 지원하기 위해 가끔씩 운영되는 2군 축구팀이다. 때때로 다른 나라의 A팀과 경기를 하기도 했으며, 또한 다른 축구 협회의 'B' 팀과 경기를 치른 적도 있다. 1947년, 당시 U-21 대표팀이 없었던 영국에서는 선수들을 국가대표로 데려오는 효과적인 방법으로 처음 B팀 경기가 제안되었고, 1947년 2월 21일에 제네바에서 스위스 B 팀을 상대로 진행된 '잉글랜드 B'라는 이름으로 열린 최초의 기록된 경기를 조직 되었으며, 이후 B팀은 공식 경기 54회, 비공식 3회로 기록되어있다. 2007년 5월 이후 활동을 중단했다.

## 같이 보기
- 잉글랜드 축구 국가대표팀